# 革新站
革新站（朝鲜语：／ Hyŏksin yŏk */?），是平壤地铁革新线的一个车站，于1975年9月9日随2号线一同启用，当时为革新线起讫站点。

## 车站周边
- 西平壤饭店
- 祖国解放战争胜利纪念馆